# فرودگاه اسکریبنر استیت
فرودگاه اسکریبنر استیت (به انگلیسی: Scribner State Airport) یک فرودگاه همگانی بهره‌برداری هوایی با کد یاتا SCB است که یک باند فرود بتن دارد و طول باند آن ۱۲۸۰ متر است. این فرودگاه در کشور ایالات متحده آمریکا قرار دارد و در ارتفاع ۴۰۴ متری از سطح دریا واقع شده است.